# Rote Wiese
Die Rote Wiese (auch Rothwiesenbach) ist ein knapp drei Kilometer langer Bach des Südschwarzwaldes im baden-württembergischen Todtnau im Landkreis Lörrach. Sie entspringt am Osthang des Stübenwasens und mündet im Todtnauer Stadtteil Brandenberg von rechts und Nordwesten in die Wiese.

## Namen
Auf allen moderneren Karten ist der Bach als Rote Wiese bezeichnet, so auch in der amtlichen Gewässerkarte der Landesanstalt für Umwelt Baden-Württemberg (LUBW). Auf dem Messtischblatt von 1885 in der Deutschen Fotothek, sowie in der historischen Gemarkungsübersicht Baden trägt der Bach allerdings den Namen Rothwiesenbach.

## Geographie

### Verlauf
Die Rote Wiese entspringt auf etwa 1325 m ü. NHN an der Grenze der beiden Walddistrikte Stübenwasen und Rotwiesen. Die Quelle liegt etwa 500 Meter ostsüdöstlich des Stübenwasen-Gipfels an der Grenze zum Naturschutzgebiet Feldberg. Von dort fließt die Rote Wiese in südsüdwestlicher Richtung durch ihr bewaldetes Tal und markiert bis auf eine Höhe von etwa 1100 m ü. NHN weitgehend die Gemarkungsgrenze zwischen den Gemarkungen Todtnauberg und Todtnau. Kurz darauf biegt ihr Verlauf leicht nach links ab, fließt sodann in südlicher Richtung durch den Distrikt Rotwiesen. Auf etwa 930 m ü. NHN mündet der einzige benannte Zufluss von rechts und Nordwesten. Kurz vor Erreichen der Wohnbebauung des Todtnauer Stadtteils Brandenberg tritt sie aus dem Wald hervor und fließt parallel zum Rotwiesenweg bis zur Wiese in die sie auf etwa 768 m ü. NHN von rechts und Nordwesten mündet.
Die knapp 3 km lange Rote Wiese mündet rund 560 Höhenmeter unterhalb ihrer Quelle, sie hat somit ein mittleres Sohlgefälle von etwa 19 %.

### Einzugsgebiet
Das naturräumlich zum Südschwarzwald gehörende Einzugsgebiet ist knapp 3,5 km² groß und liegt vollständig im Gemeindegebiet der Stadt Todtnau. Der höchste Punkt des Einzugsgebiets liegt im Nordosten auf dem Gipfel des Stübenwasens auf 1388,8 m ü. NHN. 
Die Einzugsgebiete der folgenden Nachbargewässer grenzen an:
- Jenseits der nördlichen Wasserscheide entwässert der St. Wilhelmer Talbach, dem rechten Oberlauf der Brugga, über die Dreisam in den Rhein;
- im Osten grenzt das Einzugsgebiet des Rotenbachs, der direkt oberhalb der Roten Wiese in die Wiese mündet;
- im Südosten und Süden entwässert die Wiese die Gebiete selbst;
- im Westen konkurrieren der Brandbach und das Stübenbächle, ein Nebenlauf des Schönenbachs, die sich unterhalb der Roten Wiese in die Wiese ergießen.

### Zuflüsse
Auf der amtlichen Gewässerkarte ist mit dem „NN-II6“ * (DGKZ: 2321122) lediglich ein benannter Zufluss verzeichnet, er entspringt auf etwa 1265 m ü. NHN im Walddistrikt Hämmerle auf Todtnauberger Gemarkung und mündet nach knapp 1,3 km auf etwa 930 m ü. NHN von rechts und Nordnordwesten.
Daneben gibt es rund zwei Dutzend unbenannte Hangwaldzuflüsse die der Roten Wiese unmittelbar oder über den NN-II6 zufließen.

### Flusssystem Wiese
- Fließgewässer im Flusssystem Wiese